# Бокель (Рендсбург-Екернферде)
Бокель (нім. Bokel) — громада в Німеччині, розташована в землі Шлезвіг-Гольштейн. Входить до складу району Рендсбург-Екернферде. Складова частина об'єднання громад Норторфер-Ланд.
Площа — 15,27 км2. Населення становить 594 ос. (станом на 31 грудня 2020).